# Зеехофер, Карин
Карин Зеехофер (нем. Karin Seehofer; род. в апреле 1958 года) — вторая жена премьер-министра Баварии Хорста Зеехофера. После отставки Кристиана Вульфа 17 февраля 2012 года её муж стал исполняющим обязанности президента Германии в качестве Председателя Бундесрата Германии до избрания президентом Йоахима Гаука 18 марта 2012 года. Она является двоюродной сестрой американского писателя Конрада Драйдена.
Ее родители владели небольшым пивзаводом, пивоварней Старк, в Альтманштайне. Она работала на госслужбе, где и встретила Хорста Зеехофера. Они поженились в канун Рождества в 1985 году, у них есть двое дочерей и сын.
После избрания её супруга на пост премьер-министра Баварии в 2008 году она исполняла множество представительных обязанностей, также она является покровителем многих благотворительных организаций.